# 필리핀 페소
페소(스페인어: peso, 타갈로그어: piso)는 필리핀의 통화로, 1 페소는 100 센티모(sentimo)에 해당된다.
1페소는 24원이다.

## 은행권
| 은행권     | 크기(mm) | 앞면 도안            | 뒷면 도안                                                             |
| ---------- | -------- | -------------------- | --------------------------------------------------------------------- |
| 100페소권  | 160×66   | 마누엘 아쿠냐 록사스 | 필리핀 중앙은행 청사                                                  |
| 500페소권  | 160×66   | 베니그노 아키노      | 1986년 필리핀 피플파워를 포함한 베니그노 아키노의 일생을 담은 그림들. |
| 1000페소권 | 160×66   | 호세 아바드 산토스   | 계단식 논                                                             |

## 동전 및 지폐
- 동전은 1, 5, 10, 20페소만 주력으로 쓰며, 지폐는 20, 50, 100, 200, 500, 1000페소만 가지고 있다.

## 같이 보기
- 필리핀의 경제
- 필리핀 1페소 동전 (한국의 100원이나 일본의 100엔 동전의 위변조를 일으키는 장본인으로 알려짐)